# Endophyllum stachytarphetae
Endophyllum stachytarphetae är en svampart som först beskrevs av Henn., och fick sitt nu gällande namn av Whetzel & Olive 1917. Endophyllum stachytarphetae ingår i släktet Endophyllum och familjen Pucciniaceae.   Inga underarter finns listade i Catalogue of Life.